# Лижні перегони
Лижні перегони (давніше лещетарство) — зимовий олімпійський вид спорту, змагання на подолання певної дистанції на швидкість, рухаючись на лижах і відштовхуючись лижними палицями. У лижних перегонах використовуються лижі з кріпленням, що залишає п'ятку лижника вільною.

Лижні перегони є також складовою частиною інших зимових видів спорту: лижного двоборства та біатлону. Цей вид спорту популярний у всіх країнах, де є досить снігу: в скандинавських країнах, Фінляндії, Росії, країнах Центральної та Східної Європи, включно з Україною, Канаді, США та в країнах Азії: Казахстані, Китаї, Кореї та Японії.
Лижний крос і прогулянки на лижах є також популярним видом активного відпочинку.

## Стилі
В останні десятиліття в лижних перегонах відбулися зміни, що призвели до виникнення двох різних стилів лижного бігу: класичного та ковзанярського, кожен з яких вимагає підготовки різного типу траси.
При класичному стилі на трасі попередньо прокладаються глибокі паралельні борозни — лижня. Зазвичай кожна ділянка траси має дві-три, іноді більше, паралельних лижень. Історично класичний стиль був єдиним стилем лижних перегонів, однак згодом спортсмени помітили, що можуть отримати виграш у швидкості, пересуваючись на певних ділянках траси способом, що нагадує рухи ковзаняра. Це викликало протести інших лижників, які справедливо зазначали, що такий спосіб пересування псує лижню. В результаті було прийнято рішення розділити лижні перегони на два окремих стилі. При перегонах класичним стилем ковзанярський хід заборонений, а при перегонах вільним стилем замість лижні траса прокладається у вигляді широкої смуги трамбованого снігу, на якій зручний ковзанярський хід.
На великих міжнародних змаганнях стилі чергуються. Кожне змагання включає в себе дистанції класичного та вільного стилю, і, якщо на попередньому турнірі, перегони на дистанції 15 км, наприклад, проводилися класичним стилем, то на наступному вони проводяться вільним стилем.
В інших видах спорту, елементом яких є лижні перегони: лижному двоборстві та біатлоні, використовується вільний стиль.

## Види змагань

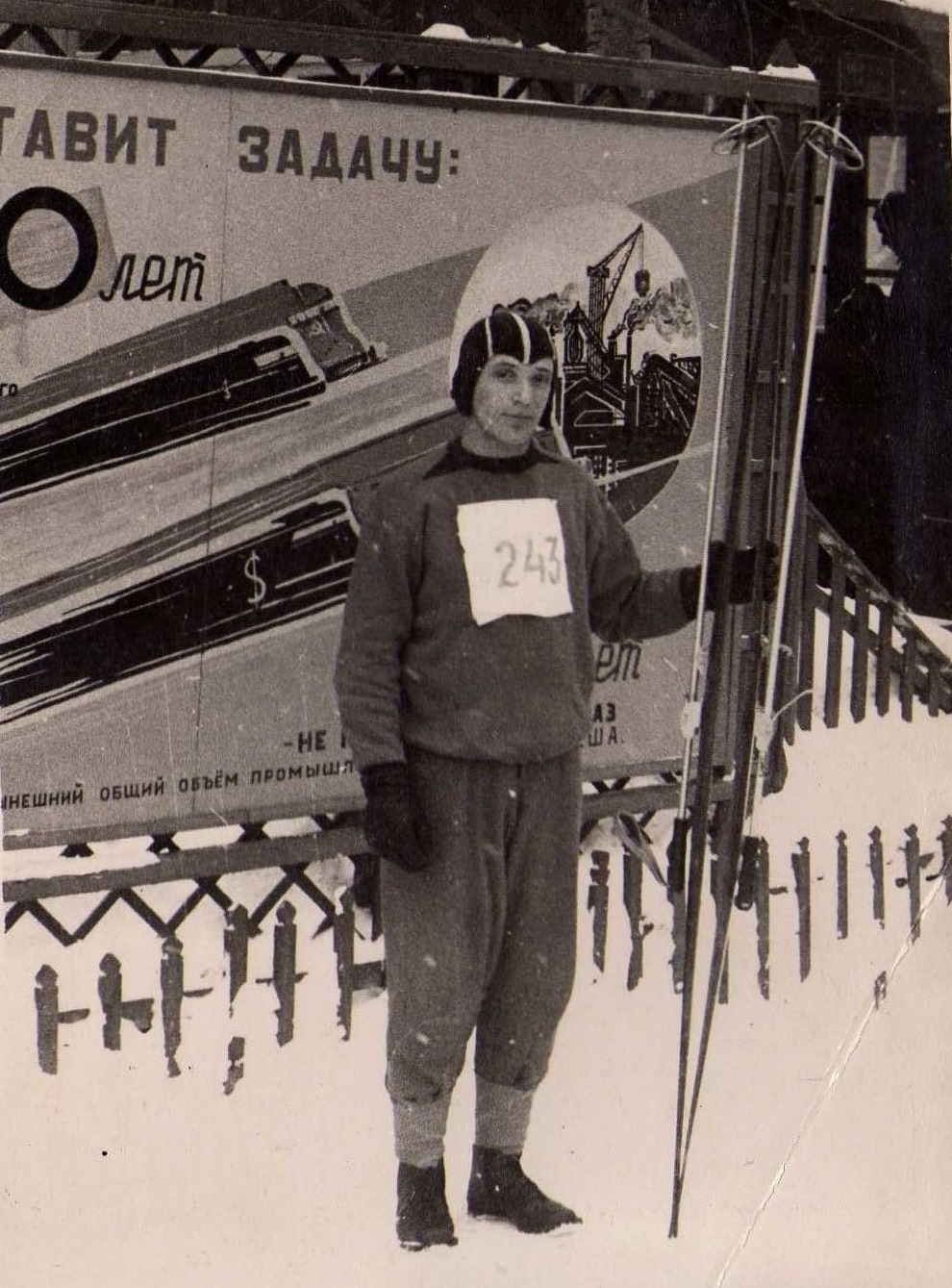
Чемпіонат СРСР з лижних перегонів 1970

У лижних перегонах існує кілька різновидів замагань з різними правилами: перегони з роздільним стартом, перегони з масовим стартом, перегони переслідування, естафети, індивідуальний спринт і командний спринт. Багато з цих різновидів відносні нововведення, що мали на меті підвищення видовищності й глядацького інтересу.

### Перегони з роздільним стартом
У перегонах з роздільним стартом лижники стартують один за одним з інтервалом у 30 с. Для кожного спортсмена час засікається індивідуально, а переможець визначається за часом проходження траси. Лижник, що стартував пізніше має певну перевагу, оскільки йому повідомляють результати супротивників, однак пізній старт має свої недоліки, оскільки траса стає розбитою і не такою швидкою.

### Перегони з масовим стартом
У перегонах з масовим стартом спортсмени стартують одночасно на відкритій ділянці. Згодом лижня стає вужчою, тому такі перегони зазвичай починаються спуртом за право захопити кращу позицію. Для забезпечення приблизно однакових умов для всіх спортсменів масовий старт передбачає обмежене число учасників. Масовий старт дається, зокрема, в естафетах.

### Перегони переслідування
Перегони переслідування проводяться у два етапи, здебільшого на кожному з них використовується інший стиль. На першому етапі проводиться роздільний старт, а на другому лижники стартують в залежності від часу проходження дистанції на першому етапі. Найшвидший на першому етапі спортсмен стартує першим, за ним через проміжок часу, рівний відставанню на першому етапі, стартує другий спортсмен, і так далі. Перемагає той, хто фінішує першим. Такий формат змагань викликає більший інтерес у глядачів, оскільки вони отримують нагоду бачити боротьбу між лижниками і фінішні спурти.
Інший формат перегонів переслідування, скіатлон (до 2011 року дуатлон), не передбачає перерви між двома етапами. При цьому форматі лижники розпочинають перегони із загального старту класичним стилем, а на середині дистанції отримують право йти вільним стилем. При цьому вони зазвичай змінюють лижі і лижні палиці.

### Естафети
В естафетних перегонах беруть участь команди з 4 лижників. Команди стартують одночасно, і далі, через певні проміжки, лижники передають естафету товаришам. На двох з чотирьох етапів може застосовуватися класичний стиль, на інших двох -вільний.

### Індивідуальний спринт
Індивідуальний спринт — відносне нововведення. Змагання в ньому проводяться на відносно короткі дистанції, але вони проходять у кілька етапів. Спочатку проводиться кваліфікація — перегони з роздільним стартом, за результатами якої визначаються лижники, які потрапляють до етапу гонок із вибуванням. На етапі гонок із вибуванням кілька лижників, наприклад, шість, стартують одночасно, і перші кілька місць отримують право виходу до наступної стадії. Зазвичай, для зменшення фактора випадковості, число лижників, які отримують автоматичне право виступати на наступному етапі, доповнюється певною кількістю спортсменів, що показали найкращий час. Після кожного етапу число лижників зменшується, і, урешті-решт, у фіналі визначаються переможці й призери.

### Командний спринт
В командному спринті беруть участь команди з двох лижників, які можуть змінюватися після кожного кола. При великому числі команд проводяться кілька кіл з вибуванням.

## Організації та змагання
Лижні перегони входять до числа видів спорту, якими опікується Міжнародна федерація лижного спорту (FIS).
Найважливіші змагання — олімпійський турнір, відбуваються кожні 4 роки в рамках Зимових олімпіад. Лижні перегони входили до програми усіх Зимових Олімпійських ігор. На сьогодні на Олімпійських іграх розігрується 12 комплектів нагород.

## Видатні лижники
Найвизначнішим лижником в історії лижних перегонів був норвезький восьмиразовий олімпійський чемпіон Б'єрн Делі. Загалом він здобув 12 олімпійських медалей — крім восьми золотих, ще й 4 срібних. Серед жінок найбільше золотих олімпійських медалей — шість, здобула російська лижниця Любов Єгорова.